# 猪田有弥
猪田 有弥（いのだ ゆうや、1974年 - 2024年11月26日）は、日本の社会運動家。「ローカル・モビリティ・プロデューサー」を名乗り、公共交通のモビリティセンターを提唱。専門社会調査士・社会福祉士・古物商 取扱者（金券ショップ）・地域限定旅行業取扱者 運行管理者補助者。

## 来歴・人物
関西学院大学社会学部を卒業後、東北大学大学院文学研究科人間科学専攻行動科学専修に進み修了。
2000年、中日新聞社に入社し、名古屋から東京本社（東京新聞）に異動した。中日新聞では広告局に配属され、広告の効果測定、オンライン調査システムなどの立ち上げ、運用、分析、企画広告特集のディレクションなどに携わった後、（社） 日本新聞協会広告調査部、広告代理店とのデジタルマーケティングなど新聞社と外部のプロジェクトに従事した。同社が新聞紙面６ページを使って大々的に展開していた東京モーターショーの企画広告作成に当たっては中心的な役割を果たす。メーカー各社の提案するクルマの未来に深く触れたことに、国内外を広く旅してきて得た知見が加わり、地域モビリティを実践する素地となっていく。
2006年、株式会社文化学研究所（シンクタンク）に入社する。同社の都市文化研究部にて、文化施設の管理運営、外国人の施設利用の実情などの調査のほか、地方自治体の人口ビジョン、総合戦略、教育振興計画など策定支援を行う。
2016年、信岡良亮が主宰した「地域共創カレッジ」の第一期生として学び、後に西粟倉村へ移住する契機となる。
2018年、岡山県西粟倉村ローカルライフラボ（地域おこし協力隊）に所属。
2020年、『一般財団法人 西粟倉むらまるごと研究所』設立。同地で地域課題解決のための研究活動を開始する。
主な取り組みとして、
- 地域の交通施策に対する研究（特に高齢者の交通や  免許返納、観光客の交通等）
- 地域の福祉に  関する研究（介護保険料を下げるための取り組みに向けた庁内および社会福祉協議会の戦略会議の運営支援
- 地域福祉計画策定のための支援）役場地方創生推進班のシンボルプロジェクトに関する支援（企業連携や地域内での研究活動促進のためのプロジェクト化支援）

これらを経て、2019年より「にしあわくらモビリティプロジェクト」をスタート。村内の実態調査に加え実験的な施策を行いながらデータを蓄積した。このプロジェクトは、トヨタ財団の助成にも採択された。
2020年、中国銀行などの協力を集め『ローカル・モビリティ白書』を編纂・発行する。実施に際しては、猪田本人によるクラウドファンディングで資金を調達した。
これらの経験を踏まえて、これからのモビリティの在り方として、地域モビリティの「モビリティ・センター」による運営を提唱。この「モビリティ・センター」は、従来の硬直的な発想になりがちな公共交通、そしてMaaS（Mobility as a Service：マース）を補完し、より地域と住民の暮らし、持続可能性に寄り添うものとして実現させるコンセプトである。
2024年11月26日に急逝したため、猪田氏が関わったプロジェクトについて、加筆していく。以下、時系列で、猪田氏が関わったプロジェクトおよびその概要を記載していく。

2018年以前（西粟倉村でのモビリティプロジェクト以前と以後で記載する）
2020年　公益社団法人岡山県社会福祉士会　入会
2021年6月～2023年6月　公益社団法人岡山県社会福祉士会　理事に就任（１期目）。広報委員会担当理事として活動を行う。
2022年（徳島県三好市）「福祉の足プロジェクト」　
社会福祉法人池田博愛会を事業主体として、法人が障害者福祉・高齢者福祉サービスを提供する池田州津エリアを、高齢期の暮らしを「とことん」支えるエリアとしての価値を高め、定住化を図るとともに、自立した移動手段を持たないため、社会との接点が減少することで生じるフレイル等の地域課題へ対応した「社会との接点づくりサービス」の実装や「交流の足」の確立につなげる。
2023年6月～2025年6月　公益社団法人岡山県社会福祉士会　理事に再任（2期目）され、副会長に就任。前期に引き続き、広報委員会担当理事として活動を行う。
2023年7月17日　ソーシャルワーカーデー2023 in おかやま「こんなところにもいるよ！ソーシャルワーカー」にて「県北における“動くを楽しむ”移動支援の取組」を紹介。→猪田氏の映像のみ抜粋しYouTubeで一般公開。